# Tissa Balasuriya
Tissa Balasuriya (29. kolovoza 1924. – 17. siječnja 2013.) bio je šrilankanski katolički svećenik iz reda Marijinih oblata i teolog.
Nakon što je izdao knjigu „Marija i ljudsko oslobođenje” Biskupska konferencija Šri Lanke izjavila je 5. lipnja 1994. kako knjiga sadrži izjave nespojive s crkvenim naukom. Zbor za nauk vjere 22. srpnja 1994. poslao na 11 stranica primjedbe na knjigu. Balasuriya odgovara na dopis 14. ožujka 1995. s dokumentom od 55 stranica zadržavajući sve svoje teze. Zbor za nauk vjere šalje u studenom 1995. šalje tekst vjeroispovijedi generalu Marijinih oblata usredotočen na učiteljske definicije koje je Balasuriya nijekao te koju bi trebao potpisati. Nakon što je Balasuriya potpisao drugu izjavu crkvene su je vlasti smatrali nedosatnom.  Dana 7. prosinca 1996. autor je bio pozvan u apostolsku nuncijaturu u Šri Lanki te je ponovno odbio potpisati tekst vjeroispovijedi. Dana 27. prosinca 1996. izdana je službena notifikacija Zbora za nauk vjere. Tekst je zaključen riječima:
Objavljujući ovu notifikaciju, Zbor je obvezan također izjaviti da je o. Balasuriya zašao s puta cjelovitosti istine katoličke vjere i, stoga, ne može biti smatram katoličkim teologom; dapače, upao je u izopćenje unaprijed izrečeno.
Dana 15. siječnja 1998. vratio se u Crkvu te je potpisao pred crkvenim dužnosnicima dekret pomirenja i izjavu pokajanja i vjeroispovijed.

### Članci
- Perić, Ratko. 2003. Povod o deklaraciji Dominus Iesus. Vrhbosnensia. Univerzitet u Sarajevu – Katolički bogoslovni fakultet. Sarajevo. 7 (1): 9–24